# Pavle Dešpalj
Pavle Dešpalj (ur. 18 czerwca 1934 w Blacie, zm. 16 grudnia 2021 w Zagrzebiu) – chorwacki dyrygent, kompozytor i aranżer.

## Życiorys
Urodził się 18 czerwca 1934 roku w mieście Blato, jest absolwentem Akademii Muzycznej w Zagrzebiu, gdzie studiował kompozycję u prof. Stjepana Šulka. W 1961 założył festiwal Wieczory Muzyczne u św. Donata, a także Orkiestrę Kameralną. W latach 1962–1967 był głównym dyrygentem Orkiestry Symfonicznej Radia i Telewizji w Zagrzebiu. W 1968 zaczął dyrygować dla Florida Symphony Orchestra i Orlando Opera, a w latach 1970–1981 był ich dyrektorem muzycznym. Od 1981 do 1986 był głównym dyrygentem Filharmonii Zagrzebskiej. W latach 1981–1983 był dyrektorem programu muzycznego Letniego Festiwalu w Dubrowniku, w latach 1987–1995 profesorem dyrygentury w Akademii Muzycznej w Zagrzebiu, a w latach 1995-1998 dyrygentem Orkiestry Filharmonicznej Tokyo Geidai i profesorem na Tokijskim Uniwersytecie Narodowym. Od 1998 był głównym dyrygentem Chorwackiej Orkiestry Kameralnej, od 2000 Split Chamber Orchestra oraz gościnnym dyrygentem renomowanych chorwackich orkiestr oraz Opery i Baletu Chorwackiego Teatru Narodowego.
Prowadził orkiestry Zagrzebia podczas licznych tournées po Europie, Ameryce Północnej i na Dalekim Wschodzie. Był gościnnym dyrygentem wielu prestiżowych zagranicznych orkiestr symfonicznych w Luksemburgu, Tuluzie, Mediolanie, Frankfurcie, Bratysławie, Salzburgu, Budapeszcie, Bukareszcie i Tallinnie. Dyrygował także Royal London Philharmonic Orchestra, Rosyjską Narodową Orkiestrą Symfoniczną w Moskwie, Orkiestrą Filharmonii Nowosybirskiej, Pittsburgh Symphony Orchestra, Chicago Festival Orchestra, Tokyo Philharmonics, Tokyo Symphony Orchestra oraz Tokyo and Yokohama Operas.
Nagrywał dla Croatia Records, Cantus i Opus.
Najczęściej granymi i nagrywanymi utworami Dešpalja są passacaglia i fuga na fortepianie i smyczkach, preludia chóralne, wariacje.
Był członkiem międzynarodowych jury konkursów dyrygenckich w Zagrzebiu, Budapeszcie i Tokio. Był honorowym dyrygentem gościnnym Orkiestry Symfonicznej Radia i Telewizji Zagrzeb, dożywotnim honorowym głównym dyrygentem Chorwackiej Orkiestry Kameralnej, honorowym dyrygentem Zadarskiej Orkiestry Kameralnej i Varaždin Chamber Orchestra, honorowym obywatelem Dayton Beach, emerytowanym profesorem na Tokijskim Uniwersytecie Narodowym, członek zwyczajny Chorwackiej Akademii Nauk i Sztuki i jej wiceprezes (od 1 stycznia 2004).
Zmarł w Zagrzebiu 16 grudnia 2021 roku w wieku 87 lat.

## Życie prywatne
Syn Šime, miał siostrę Maję i brata Valtera. Pochodził z rodziny arboreskiej.